# Pacific Drive (videojuego)
Pacific Drive es un videojuego de supervivencia desarrollado por Ironwood Studios y publicado por Kepler Interactive en 2024. El juego se desarrolla en el noroeste del Pacífico, que el jugador recorre a pie o en una camioneta mientras intenta encontrar una forma de escapar. Utiliza una perspectiva en primera persona; el jugador debe intentar evitar anomalías y obstáculos. El vehículo se puede reparar y personalizar en el taller de reparación de automóviles del jugador.
El desarrollo de Pacific Drive comenzó en 2019 después de la fundación de Ironwood Studios. El director creativo Alexander Dracott concibió la idea mientras conducía por la península Olímpica. Consideró crear el juego de forma independiente, pero pronto se dio cuenta de que necesitaría un equipo, que comenzó a formar durante la pandemia de COVID-19.
Pacific Drive se anunció en septiembre de 2022 y se lanzó para PlayStation 5 y Windows el 22 de febrero de 2024. El juego recibió críticas positivas de los críticos, con elogios dirigidos a su atmósfera, personajes y diseño de vehículos, pero críticas hacia su jugabilidad repetitiva y difícil.

## Jugabilidad
Pacific Drive es un juego de supervivencia que se juega desde una perspectiva en primera persona. El juego se desarrolla en 1998 en la Zona de Exclusión Olímpica, una versión abandonada ficticia de la Península Olímpica en Washington, Estados Unidos, que el jugador recorre a pie o en una camioneta. El mapa está diseñado en un grafo de teoría de grafos de cruces de caminos que el jugador puede visitar con su camioneta; las áreas contienen edificios abandonados y vehículos chatarra que el jugador puede buscar en busca de recursos, que puede almacenar en el baúl (coche). Los cruces también contienen "anclas", dispositivos anómalos que contienen grandes cantidades de energía, que cuando se recolectan en cantidad suficiente, permiten al jugador abrir un portal de deformación (videojuegos) de regreso al garaje. Después de una cierta cantidad de tiempo pasado en un cruce, o después de que se abre el portal, el cruce comienza a desestabilizarse y el área segura del cruce se encoge, siendo reemplazada por un área que causa daño con el tiempo, lo que obliga al jugador a abandonar el cruce lo antes posible. Inicialmente, el jugador solo puede visitar cruces adyacentes conectados a través de carreteras; otros cruces estarán disponibles para el jugador una vez que haya utilizado con éxito una puerta de enlace desde un cruce vecino, abriendo gradualmente el mapa.
El jugador puede personalizar su vehículo en su taller de automóviles, que actúa como su base de operaciones, y realizar reparaciones ya sea en el taller de automóviles o mientras recorre el mundo. Los daños genéricos se pueden reparar utilizando una "masilla reparadora" de uso limitado o un soplete, o cambiando una pieza dañada por una intacta. Las piezas también pueden desarrollar daños específicos que pueden necesitar elementos especializados de un solo uso para repararlos, como parchar una llanta pinchada con un sellador o arreglar una bujía rota; los objetos que se utilizan para estas reparaciones se pueden fabricar a partir de recursos que se encuentran por todo el mundo. La estación de fabricación del garaje recolecta recursos y crea planos o elementos especiales, incluidos algunos que descubren nuevas rutas, agregan combustible al auto o desestabilizan una zona. Se pueden usar herramientas como una sierra circular llamada Scrapper o un "martillo de impacto" para recolectar recursos de otros elementos del mundo. Ocasionalmente, el automóvil desarrollará "peculiaridades", como que la bocina del vehículo suene cuando se gira el volante, o que se abra una puerta cuando se enciende la radio del automóvil; para corregir una peculiaridad, el jugador debe usar una computadora MS-DOS llamada "Tinker Station" e ingresar correctamente tanto la causa como el efecto de la peculiaridad.
A medida que el jugador recorre el mundo, se encuentra con varias anomalías que afectan el juego: algunas son peligrosas y dañan al coche o al jugador, otras tienen varios efectos como alterar temporalmente algunos de los controles del coche, mientras que algunas son neutrales por defecto y simplemente ayudarán o dificultarán el desplazamiento. Algunas áreas también están irradiadas, lo que daña activamente al jugador y corroe lentamente el coche. Además, las zonas pueden desarrollar ocasionalmente ciertas condiciones que añaden complejidad adicional, como explosiones más potentes o oscuridad extrema.

## Trama
En la península Olímpica de Washington, en 1947, la investigadora estadounidense Dra. Ophelia "Oppy" Turner, su marido Allen y sus colegas, entre los que se encuentran los científicos Tobias Barlow y Francis Cooke, desarrollan la "tecnología LIM", una revolucionaria tecnología experimental, con la cooperación del gobierno de los Estados Unidos. Sin embargo, la experimentación con la tecnología LIM conduce a fenómenos misteriosos y desapariciones inexplicables en la región, lo que en 1955 impulsa la creación de la Agencia de Desarrollo de Resonancia Avanzada (ARDA) de los Estados Unidos. La ARDA establece la Zona de Exclusión Olímpica para investigar en secreto los fenómenos, conocidos como "anomalías", mientras que Oppy y su tecnología LIM, que había triunfado durante mucho tiempo, desaparecen del interés público. Inicialmente, la Zona original comprendía aproximadamente la parte occidental del condado de Clallam, cerca de Forks, pero la propagación de anomalías y el empeoramiento de la inestabilidad llevaron a su expansión en 1961 y 1967 para finalmente cubrir 3600 millas cuadradas (1.000 km²), casi toda la península, antes de ser completamente evacuada y sellada en 1987, después de la disolución de ARDA.
En 1998, el jugador, conocido como "el Conductor", conduce hasta el muro de la Zona, pero un bloqueo lo obliga a tomar un desvío a través de un bosque, donde una luz brillante lo teletransporta de repente a la Zona Exterior (el límite de la Zona de 1967) y destruye su camioneta. Tropezando a través de la maleza, el Conductor encuentra una camioneta aún operativa y Tobias y Francis lo contactan a través de su radio, quienes lo dirigen a un garaje propiedad de Oppy, quien acepta de mala gana ayudar al Conductor y dejarle usar el garaje. Oppy, Tobias y Francis explican la naturaleza de las anomalías, incluida una llamada "Remanente", que habita en objetos inanimados y forma un vínculo psíquico con el anfitrión, lo que gradualmente hace que el anfitrión se obsesione con el objeto hasta el punto de la locura; deducen que la camioneta es un Remanente y aceptan ayudar al Conductor a separarse de ella y escapar de la Zona.
Oppy le da al Conductor un invento llamado dispositivo ARC, que puede teletransportarlos al garaje en caso de emergencia, y sugiere que lleven la camioneta a una anomalía masiva conocida como "Cappy Colosal" para confirmar si es un Remanente conduciendo hacia ella, una táctica que tiene éxito y confirma que la camioneta es de hecho un Remanente. Francis revela que la interacción entre Cappy y el Remanente causó un evento llamado "Alucinación Masiva", y que la señal del evento fue igual y opuesta al Remanente y se originó en la Zona Profunda (el límite de la Zona original de 1955), que creen que podría cancelar el Remanente. Tobias y Francis hacen que el Conductor busque tres anomalías en la Zona Media (el límite de la Zona de 1961) conocidas como "los Murales" para localizar la fuente de la Alucinación Masiva, mientras que Oppy sugiere que el Conductor explore las instalaciones de investigación donde su esposo Allen murió en un experimento que causó la Alucinación Masiva anterior 40 años antes. El grupo finalmente localiza la fuente dentro de la Zona Profunda, pero como su red eléctrica está desactivada y el acceso es imposible, idean un plan para poner en marcha la red utilizando la camioneta y sus propios suministros de batería; sin embargo, cuando un pico de voltaje daña las baterías, Tobias se sacrifica para completar el plan y llevar al Conductor a la Zona Profunda.
En la Zona Profunda, Oppy logra sobrecargar el dispositivo ARC para que pueda funcionar allí. El Conductor pronto localiza y entra en la fuente, conocida como el Pozo, y es transportado a un extraño laberinto de pantallas de televisión donde escuchan conversaciones pasadas entre Oppy, Allen, Francis y Tobias, así como a un Tobias fallecido que deja un último adiós a Francis y un mensaje de despedida para Oppy de Allen. El Conductor recupera la camioneta en el Pozo y regresa al garaje, donde Oppy y Francis revelan que escucharon todo allí y que el Remanente se ha ido, aunque la camioneta todavía está vinculada al Conductor. Después de felicitar a Francis por sus teorías (que ella había descartado previamente) siendo correctas, Oppy les pasa su investigación y equipo a Francis y al Conductor y finalmente abandona la Zona.

## Desarrollo y lanzamiento
Después de trabajar en estudios de desarrollo de videojuegos como Sony Online Entertainment, Sucker Punch Productions y Oculus VR, Alexander Dracott fundó Ironwood Studios, con sede en Seattle, en 2019 para crear sus propios videojuegos. Concibió el concepto de "Pacific Drive" mientras conducía por la Península Olímpica; sintió que conducir por el noroeste del Pacífico "en una carretera solitaria... y la radio está tocando una melodía determinada, puede ser realmente memorable", comparándolo con su infancia en Portland, Oregón. La camioneta del juego está basada vagamente en un Buick Estate de 1989 propiedad de Dracott, así como en una camioneta Volvo que tuvo como su primer automóvil. Cuando comenzó a desarrollar un prototipo de "Pacific Drive", Dracott consideró quedarse solo, pero se dio cuenta de que necesitaría un equipo a medida que el concepto comenzaba a crecer. Comenzó a formar el equipo a principios de la pandemia de COVID-19 en 2020; se mudaron a su oficina de Seattle en 2022.
El equipo quería que la relación del jugador con su coche fuera el factor de juego más importante; el diseñador principal del juego, Seth Rosen, dijo que "la salud del coche es generalmente un mejor indicador de cómo va una carrera que la tuya propia". Intentaron crear momentos de "creación de personajes" con guion para el vehículo, pero determinaron que una jugabilidad sin guion funcionaría mejor. Rosen evitó los elementos de los juegos de supervivencia que consideraba frustrantes, como la gestión del inventario y el molido de recursos. El equipo diseñó enemigos y eventos con comportamientos simplistas de forma independiente y escenarios interesantes cuando se combinaban. Querían que los enemigos fueran "bastante peligrosos" pero que permitieran al jugador resolver problemas de forma creativa mientras superaban las amenazas. Los experimentos iniciales con enemigos controlados mediante inteligencia artificial fueron descartados porque su comportamiento era demasiado difícil de interpretar mientras se conducía. La aleatorización del mundo se inspiró en el trabajo de Derek Yu en Spelunky y el libro posterior para Boss Fight Books. Pacific Drive utiliza el motor de juego Unreal Engine 4.
"Pacific Drive" se anunció el 13 de septiembre de 2022, durante la presentación State of Play de PlayStation, junto con su tráiler de debut. Originalmente estaba previsto su lanzamiento para PlayStation 5 y Windows en 2023. El 9 de febrero de 2023 se lanzó un tráiler del juego. En junio, Ironwood Studios anunció que se había asociado con Kepler Interactive para publicar el juego. En agosto, la ventana de lanzamiento se retrasó hasta principios de 2024 para permitir un desarrollo adicional sin sobrecarga de trabajo. En el PC Gaming Show de noviembre se presentó un tráiler de la historia que revelaba la fecha de lanzamiento del 22 de febrero de 2024.

## Recepción
Pacific Drive received "generally favorable" reviews from critics, according to review aggregator website Metacritic, and 79% of critics recommend the game according to OpenCritic. GameSpot's Mark Delaney and The Jimquisition's James Stephanie Sterling considered it among the year's best games to date, while Shacknews's TJ Denzer called it "one of the most interesting survival games I've ever played". Game World Navigator's Sergey Pletnev compared it to the novel Roadside Picnic (1972) in its depiction of a world filled with incomprehensible and dangerous anomalies.
PC Gamer's Christopher Livingston considered the station wagon among the best video game vehicles, praising the durability system. Push Square's Stephen Tailby felt the vehicle maintenance added "a great sense of progression", and Shacknews's Denzer enjoyed the car's customizability options but occasionally found it inexplicably awkward to drive. Some reviewers considered the maintenance overwhelming and tiresome; IGN's Sarah Thwaites wrote that "getting stuck with a quirk you can't figure out is a real momentum killer". GameSpot's Delaney found the driving more "engaging and enjoyable" than other games.
Reviewers concurred Pacific Drive's gameplay was enjoyable but often frustrating; GamesRadar+'s Leon Hurley said the "unfair" challenges meant he completed the game "more embittered than empowered" IGN''s Thwaites wrote it "often struggles to walk the fine line between being engaging and overcomplicated" by assigning the player too many tasks, ultimately distracting from its enjoyable atmosphere. GameSpot's Delaney found the game "unintentionally obtuse" but commended the accessibility options. Some critics criticized the user interface's tedious and complicated design and controls; Eurogamer's Chris Tapsell felt it "must have at least partially been designed to be deliberately awkward".
Shacknews's Denzer found the Olympic Exclusion Zone "a character in and of itself", praising its beauty and cohesivity. IGN's Thwaites lauded the worldbuilding and use of the Pacific Northwest but felt the repetitive gameplay impacting the narrative pacing. GameSpot's Delaney favorably compared the audio logs to the podcast Serial and found the variety of music enhanced the world's strangeness; GamesRadar+'s Hurley similarly felt the soundtrack amplified the atmosphere. Reviewers praised the "compelling" non-player characters and the enemy designs and behavior. Push Square's Tailby lauded the stylized visuals but criticized the inconsistent frame rate and loading times on the PlayStation 5 version.
Pacific Drive won Best Gameplay at the 2024 pt, where it was also nominated for Best Game. In June 2024, the Science Fiction and Fantasy Writers Association added the game to the suggested reading list for the Nebula Awards.